# Acalypha stachyura
Acalypha stachyura é uma espécie de flor do gênero Acalypha, pertencente à família Euphorbiaceae.